# Mareș Cahana
Mareș Samoilovici Cahana (în rusă Мареш Самойлович Кахана; n. 18 noiembrie 1901, Iași, România – d. 1985, Chișinău, RSS Moldovenească, URSS) a fost un endocrinolog și fiziolog sovietic moldovean. A fost doctor în științe medicale (din 1960), profesor universitar (din 1963) și a deținut titlul de Lucrător emerit al învățământului superior din RSS Moldovenească (1981).

## Biografie
Cahana s-a născut pe 18 noiembrie, 1901, la Iași, într-o familie de evrei. A absolvit Facultatea de Medicină a Universității din Iași în anul 1926. Încă din perioada studenției a început să lucreze la clinica neuropsihiatrică Socola: mai întâi ca intern (1922–1925), apoi ca medic rezident și asistent (1925–1930). Între anii 1930 și 1940 a activat ca medic-șef la spitalul neuropsihiatric din Diciosânmartin.
În 1940, după ocupația sovietică a Basarabiei și Bucovinei de Nord, s-a mutat la Chișinău, unde a lucrat până în 1947 ca medic endocrinolog, atât în oraș, cât și în perioada evacuării. Începând cu 1948 a fost lector, apoi șef al Catedrei de fiziologie umană și animală la Universitatea de Medicină din Chișinău. Din 1968 a devenit profesor titular al aceleiași catedre.
În anul 1960 și-a susținut teza de doctor habilitat cu tema „Studiul mecanismelor cortico-viscerale care reglează funcția glandei tiroide”.
A fost autorul unor lucrări importante în domeniul fiziologiei normale și patologice a glandelor endocrine.

## Familie
Fete: Adda Mareșevna Cahana (1926–2014), neurolog; Blanche Mareșevna Cahana (n. 1932, Diciosânmartin), biochimist, doctor în științe chimice (1970), cercetător științific principal la Institutul de Fiziologie și Biochimie a Plantelor al AȘM (1956–1993), autoarea monografiei Biochimia topinamburului (Chișinău: Știința, 1974). Fiul: Alexandru Mareșevici Cahana (1929–1976), endocrinolog.

## Lucrări publicate
- Glandele cu secreție internă. Chișinău: Editura de Stat a Moldovei, 1957.
- Patofiziologia tireotoxicozelor. Chișinău: Cartea Moldovenească, 1959 – 159 p.
- Reglarea cortico-viscerală a funcțiilor glandei tiroide. Chișinău: Cartea Moldovenească, 1960 – 236 p.
- Patofiziologia hipotalamusului. Chișinău: Cartea Moldovenească, 1961 – 360 p.
- Sindroamele hipotalamice. Chișinău: Cartea Moldovenească, 1965 – 216 p.
- Patofiziologia sistemului endocrin. Moscova: Medicina, 1968 – 313 p.
- Fazele ontogenezei, hipotalamusul și îmbătrânirea. Chișinău: Cartea Moldovenească, 1975 – 182 p.
- Rolul hipotalamusului în reglarea homeostaziei proceselor endocrine și metabolice. Chișinău: Știința, 1978 – 196 p.
- Mecanisme neurohormonale ale adaptării la efort. Chișinău: Știința, 1979 – 120 p.
- Formele medico-biologice ale stresului. Chișinău: Știința, 1981 – 174 p.